# Jurandyr Bezerra
José Jurandyr de Araújo Bezerra (Belém, 13 de março de 1928 — Rio de Janeiro, 28 de maio de 2013) foi um escritor e poeta brasileiro. Foi eleito imortal da Academia Paraense de Letras com apenas 18 anos de idade. Posteriormente radicou-se no Rio de Janeiro.

## Biografia
Foram seus pais Francisco Gomes Bezerra e Jzabel América de Araújo Bezerra. Aos 18 anos, foi eleito para a Academia Paraense de Letras, com trabalhos inéditos de poesia. tendo sido recebido. na Academia, pelo poeta Luiz Teixeira Gomes (Jacques Flores). No Pará, foi professor de Português, em cursos de nível ginasial e jornalista profissional (1947 a 1961), na "Folha do Norte" e "Folha Vespertina". Havia assumido (1961) as funções de secretário deste jornal. quando foi convidado pelo então ministro da Saúde, depois senador Canele Pinheiro, para exercer cargo de confiança, naquele Ministério. No Ministério da Saúde. desempenhou vários cargos ou funções de confiança, tais como diretor da Divisão do Material, diretor da Divisão de Orientação e Legislação de Pessoal. substituto eventual do diretor da Divisão do Pessoal. Role da Seção de Organização (durante quase 7 anos). diretor-geral (responsável pelo expediente) do Departamento de Pessoal, membro da Equipe Técnica de alto nível (ETAN). para implantação do Plano de Classificação de Cargos e assessor do diretor-gral do Departamento de Pessoal. Desde 1970, é técnico de administração (hoje administrador), aposentando-se em 1984. Foi aprovado pelo DASP, em concurso para redator (TM), em 1962. Em 1958, quando residia em Belém, obteve com o poema "Pastoreia, quase cantiga", o 3° lugar (486 candidatos) em concurso de poesia, de âmbito nacional. promovido pela revista "Leitura". Comissão julgadora: Carlos Drummond de Andrade, Adonias Filho e Antonio Olinto. Em 1971. teve seu poema "Criação do mito". classificado para as semifinais da II Promoção da Poesia na Guanabara (Instituto Villa Lobos). Em 1984, referido poema obteve o 2° lugar (havia centenas de inscritos), no I Concurso Nacional de Poesia de Uberlândia (Academia Uberlandense de Letras e Artes). Com a poesia "A espuma", 2° lugar em concurso promovido pela Hebraica (Rio), em 1991. Menção honrosa do Prêmio Nacional de Poesia "Patrícia Galvão-Pagu", do Sindicato dos Escritores do Estado do Rio de Janeiro (1998); finalista , no II Concurso Nacional UAPÊ "Gilberto Mendonça Teles", do Jornal Poesia Viva, Rio 2000; menção honrosa no VII Concurso Nacional de Poesia Arriete Vilela (1.047 inscritos) do Jornal Letras Literárias, Alagoas, 2000. 
Em concurso de âmbito nacional, ao seu livro Os Limites do Pássaro foi concedido, por unanimidade, pela União Brasileira de Escritores — UBE (Rio), o Prêmio Guararapes, de 1986 (livro inédito de autor, inédito em livro). Comissão julgadora: João Fagundes de Menezes. Reynaldo Valinho Alvarez e Stella Leonardos. 
Ao referido livro, editado, em 1993 (Editora Cejup, Belém, PA), Coleção Verso e Reverso, 4), com prefácio de Fagundes de Menezes. presidente do UBE (Rio), foram concedidos, ainda, os seguintes prêmios: 2° lugar, no Concurso Nacional de Poesia Ruth Scoot, de Sindicato dos Escritores do Estado do Rio de Janeiro (1993) e 2° lugar do Prêmio Carlos Drummond de Andrade, do Conselho Estadual da Cultura do Rio de Janeiro (1991), sob o titulo "O Tempo e o pássaro" Inéditos (1997), dois livros de poesia, um dos quais recebeu menção honrosa, no concurso promovido pelo Sindicato dos Escritores e outro, menção especial do Concurso Ribeiro Couto, da União Brasileira de Escritores, do Rio, 1997. 
Participa das seguintes antologias: Antologia da Cultura Amazônica, de Carlos Rocque, Antologia dos Poetas Laureadas no Concurso de Poesia de "Leitura" (Rio) e na Antologia da Academia Paraense de Letras — Poesia e Prosa; A Lira na Minha Terra, de Clóvis Meira; Coletânea, do Sindicato dos Escritores do Rio de Janeiro (menção honrosa em concurso do Sindicato); Coletânea (60 poetas) do Sindicato dos Escritores do Estado do Rio de Janeiro. A Introdução à Literatura no Pará de Clóvis Meira, Acyr Castro e José Ildone e A Lira na Minha Terra, de Clóvis Meira, também incluem poemas de sua autoria. Na imprensa de Belém, publicou vários poemas. 
Foi diretor cultural da Casa do Pará (Rio), quando presidente o acadêmico Thoribio Lopes. É o decano da Academia e delegado da APL junto à Federação das Academias de Letras do Brasil, da qual é membro vitalício. Integrou, em 1960, em Belém, a equipe que, sob a direção de Eliston Altmann, publicou a "Página Artística", da "Folha do Norte". Quando estudante, pertenceu à Academia dos Novos, tendo sido um dos seus presidentes. 
No Sindicato dos Jornalistas Profissionais do Pará, foi tesoureiro e delegado do Sindicato *junto à Federação Nacional dos Jornalistas (Rio), lendo participado de Congressos Nacionais de Jornalistas (Belo Horizonte. Rio e Fortale ta). Ein Belo iforitonte, foi orador dos jornalistas do Norte. na sessão de encerramento; no Rio, foi secretário da Comissão de Defesa do Jornalista: e em Foi-tale/as foi presidente da delegação do Pará. 
Na Academia, exerceu as funções de 2° e 1" secretário e de bibliotecário, participou de comissões julgadoras, proferiu várias palestras e fez o discurso de saudação ao acadêmico, cônego Apio Campos. Em 1994, participou, proferindo palestra, com debates, do VIII Salão Nacional de Poesia, eia Montes Claros, MG. 

A Revista "Poesia Sempre", da Fundação Biblioteca Nacional (Rio) em seu n° 13 (2000), publicou 3 poesias de sua autoria. 